# Самотраки
Самотра́ки, Самофра́ки, Самофра́кия, Матра́ки, Самос Фракийский (греч. Σαμοθράκη, Σάμος Θρηϊκίη, Samothrāce) — греческий остров в северной части Эгейского моря в пяти с половиной милях от берега Фракии, между островами Гёкчеада (Имврос), Лемнос и Тасос. Относится к Северо-Эгейским островам (Фракийским Спорадам). Находится на расстоянии 44,5 км (24 морских мили) от Александруполиса. Крупнейший город и порт — Камарьотиса (Καμαριώτισσα).

## Происхождение названия
Название острова означает, что это Фракийский Самос, в отличие от другого греческого острова Самос.

## География
Гористый остров длиной 17 км. Площадь острова Самотраки составляет 180,364 квадратного километра, протяженность береговой линии — 59 километров. Гора Саос (Σάος) высотой до 1600 метров (вершина Фенгари), возвышающаяся над островом, издревле служила морским ориентиром.
В западной, равнинной части острова, развито сельское хозяйство. В центре расположены слабозаселённые горные участки. Развит экологический и пляжный туризм. В Палеополисе находится Археологический музей Самотраки.

## История
Согласно Диодору Сицилийскому название острову дала предводительница североафриканских амазонок Мирина, после того как во время шторма попала на него: «…она дала ему имя Самофракия, что означает в переводе на греческий язык „священный остров“, хотя некоторые историки утверждают, что он раньше назывался Самос и затем получил название Самофракия от фракийцев, которые в свое время жили на нем».
Остров известен с древности своими Кабирскими мистериями, происходившими в «Святилище Великих Богов» (сегодня местечко Палеополис).
Согласно преданию, именно на Самотраки царь Филипп II Македонский и его жена Олимпиада зачали своего сына — Александра Македонского.
Всемирную известность также принесла острову статуя, найденная на острове в 1863 году и сегодня находящаяся в парижском Лувре — Ника Самофракийская.
В 70 году до н. э. остров стал провинцией Римской империи, но из уважения к Кабирским мистериям римляне предоставили острову автономию.
С распадом Римской империи остров становится византийским до 1204 года, затем переходит в руки венецианцев и генуэзцев.
Турки-османы завоёвывают остров в 1457 году.
В 1821 году, с началом греческой революции, турки вырезали почти всё население острова (см. Самофракийский холокост). Опустошённый остров в последующие годы был заселён греками с близлежащих островов.
Остров был освобождён греческим флотом во время греческо-турецкой войны в 1912 году.

## Община Самотраки
Сообщество Самотраки создано в 1918 году (ΦΕΚ 116Α), община Самотраки (Δήμος Σαμοθράκης) — в 1986 году (ΦΕΚ 41Α).
Община Самотраки входит в периферийную единицу Эврос в периферии Восточной Македонии и Фракии. Население 2859 жителей по переписи 2011 года. Площадь 177,977 квадратного километра. Плотность 16,06 человека на квадратный километр. Административный центр общины — город Самотраки. Димархом на местных выборах 2019 года избран Николаос Галатумос (Νικόλαος Γαλατούμος). В общину входят 15 населённых пунктов:
| Наименование   | Население (2011), человек |
| -------------- | ------------------------- |
| Алония         | 291                       |
| Ано-Карьоте    | 22                        |
| Ано-Мерья      | 57                        |
| Дафнес         | 16                        |
| Камарьотиса    | 1069                      |
| Кацамбас       | 15                        |
| Като-Карьоте   | 41                        |
| Ксиропотамос   | 29                        |
| Лакома         | 317                       |
| Макрильес      | 12                        |
| Палеополис     | 36                        |
| Потамья        | 6                         |
| Профитис-Илиас | 189                       |
| Самотраки      | 653                       |
| Терма          | 106                       |

## Население
| Год  | Население, человек |
| ---- | ------------------ |
| 1991 | 3080               |
| 2001 | 2712               |
| 2011 | ↗ 2859             |